# Wiesław Smużny
Wiesław Smużny (ur. 15 grudnia 1944 w Łodzi) – polski artysta, pedagog, profesor sztuk plastycznych.

## Życiorys
Ukończył naukę w Liceum Sztuk Plastycznych we Wrocławiu, Studium Nauczycielskie w Opolu oraz Uniwersytet Mikołaja Kopernika w Toruniu, uzyskując dyplom magistra sztuki w zakresie grafiki i pedagogiki artystycznej. Od 1971 pracował jako wykładowca Wydziale Sztuk Pięknych Uniwersytetu, a także na Wydziale Pedagogiczno-Artystycznym Uniwersytetu Adama Mickiewicza w Kaliszu (1996–2003), Zespołu Studiów Nauczycielskich w Wałczu. Od 2000 pracuje w Zakładzie Plastyki Intermedialnej UMK – jest wykładowca aktualiów sztuki, struktur wizualnych oraz intermediów i interdyscyplinariów. W 2003 został profesorem Uniwersytetu Mikołaja Kopernika. W 2005 został żałożycielem i kierownikiem Pracowni Interdyscyplinarnej na UMK. W latach 2009–2010 pełnił funkcję kierownika Zakładu Plastyki Intermedialnej UMK. Od 2013 jest profesorem zwyczajnym sztuk plastycznych.
W latach 1976–1995 był zaangażowany w twórczość plastyczno-symboliczną, w tym ramach działalności w grupie „Działania”, wraz z Bogdanem i Witoldem Chmielewskimi, Andrzejem Maźcem i Stanisławem Wasilewskim, a także w grupie „111 Lucim” (1987–1995) z Bogdanem i Witoldem Chmielewskimi. W latach 1993–1999 był prezesem Związku Polskich Artystów Plastyków Okręgu Toruńskiego.
Mieszka w Toruniu.

## Wystawy
Jest organizatorem ponad 250 akcji społeczno-artystycznych, głównie w przestrzeni Lucimia i Torunia. Uczestniczył w 42 wystawach indywidualnych i 156 wystawach zbiorowych w Polsce i zagranicą, w tym m.in.:
- 1972: „Plakat Autorski”, Galeria „Współczesna”, Warszawa;
- 1973: „Concept – Action – Intervention”, Galerie Luszpinski, Paryż;
- 1974: „Poland 1973”, Centro de Arte y Comunicacion, Buenos Aires;
- 1976: Akcja „Podróż”, wagon PKP i dworce na trasie Bydgoszcz Główna, Kraków Główny, Cieszyn, Bydgoszcz Główna;
- 1978: Akcja „Lucim” – finał, Lucim;
- 1979: „Działanie w Lucimiu”, Lucim;
- 1980: „Człowiek wśród ludzi”, Centrum Sztuki Współczesnej SZSP, Pałacyk, Wrocław;
- 1981: „Fakt społeczny – fakt artystyczny”, Sztuka Faktu ’81, BWA, Bydgoszcz;
- 1991: „Epitafium i siedem przestrzeni”, Narodowa Galeria Sztuki „Zachęta”, Warszawa;
- 1992, 1993, 1994, 1995: Semaine des Arts Éphémères, Bruay-La-Buissière;
- 1993: „Wielkie Xięstwo” – „Strzecha strzech z trzech”, Ekumeniczny Klasztor Sztuki, Warszawa;
- 1995: „Oikos II”, Muzeum Okręgowe im. Leona Wyczółkowskiego, Bydgoszcz;
- 1997: „Socjoryty i pyłorysy”, Centrum Rysunku i Grafiki im. T. Kulisiewicza, Muzeum Okręgowe, Kalisz;
- 1999:
  - Refleksja konceptualna w sztuce polskiej”, CSW. Zamek Ujazdowski, Warszawa;
  - „Poczucie sacrum”, Dom Muz, Toruń; Muzeum Diecezjalne, Pelplin;
- 2000: „Via Kserografia”, Galeria ZPAP „Pryzmat”, Kraków;
- 2002: „Dzień Niecodzień. 20022002”, Galeria „S”, Toruń;
- 2003: 11 th International Exhibition of Print and Drawing, Museum of Modern Art, Tajpej;
- 2005:
  - „Figuracja XXI wieku”, Galeria Sztuki Wozownia, Toruń;
  - Figury „Figuracji XXI wieku”, Galeria „Arsenał”, Poznań, IMPACT 4, Poznań – Berlin;
  - „22222”, Galeria Domu Muz, Toruń;
- 2008: Mix „Fix” 21st Century Figuration, Galeria Sztuki Współczesnej, Włocławek;
- 2009: „Lucim żyje”, Centrum Sztuki Współczesnej „Znaki Czasu”, Toruń;
- 2010: „SKY WAY 2010”, Międzynarodowy Festiwal Światła, Rynek Staromiejski, Toruń;
- 2012: „Heliotropy 777/888.lecia Miasta/I/”, Galeria „S”, Toruń;
- 2013: „Body Print on the Paper”, International Printmaking Conference IMPACT 8, Dundee[1].

## Odznaczenia
- Brązowy Krzyż Zasługi (1979),
- Odznaka „Zasłużony Działacz Kultury” (1999)
- Medal „Thorunium” (2012)[2]